# Rod Milburn
Rodney Milburn (18. května 1950 Opelousas, Louisiana – 11. listopadu 1997 Port Hudson, Louisiana) byl americký atlet, olympijský vítěz v běhu na 110 metrů překážek z roku 1972.

## Sportovní kariéra
Jeho hlavní disciplínou byl běh na 110 metrů překážek. Na počátku sedmdesátých let 20. století v ní dominoval, když pětkrát vyrovnal či zlepšil světový rekord (až do času 13,24, resp. 13,1 při ručním měření). V sezóně 1971 zvítězil při všech startech v této disciplíně. Stal se olympijským vítězem v běhu na 110 metrů překážek na olympiádě v Mnichově v roce 1972 (ve finále vytvořil zmíněný světový rekord 13,24. Sportovní kariéru ukončil v roce 1984.